# Flughafen (Nürnberg)
Flughafen ist ein statistischer Bezirk im Norden Nürnbergs. Er gehört zum Statistischen Stadtteil 8 „Nordöstliche Außenstadt“ und umfasst das gesamte Gelände des Flughafens Nürnberg. Der Bezirk besteht aus dem gleichnamigen Distrikt 870 Flughafen.

## Geographie
Der Bezirk grenzt im Norden an das gemeindefreie Gebiet Kraftshofer Forst im mittelfränkischen Landkreis Erlangen-Höchstadt, der in den am Flughafen angrenzenden Teilen zum Landschaftsschutzgebiet Kraftshofer Forst (LSG-00536.14) gehört. Die Grenze zum im Osten gelegenen Bezirk Buchenbühl bildet die Gräfenbergbahn. Der im Süden verlaufende Bucher Landgraben, der weiter westlich im Landschaftsschutzgebiet Bucher Landgraben (LSG-00523.09) verläuft, bildet die Grenze zu den Bezirken Mooshof und Almoshof, während die Irrhainstraße im Westen den Übergang zum Bezirk Kraftshof markiert.
Im Norden liegt die Anlage des Golfclubs Nürnberg auf dem Gebiet.

## Bucher Landgraben
Der unmittelbar an den Flughafen angrenzende Bucher Landgraben wurde im Jahr 2001 als ökologische Ausgleichsmaßnahme im Rahmen des Bebauungsplanes renaturiert. Dabei wurde der zwischenzeitlich begradigte Bach wieder in einen naturnahen mäandernden Bachverlauf zurückversetzt und Erdhügel links und rechts des Grabenverlaufs aufgeschüttet. Die 14 Hektar große Grünzone hat heute neben der städtebaulichen auch wichtige wasserwirtschaftliche und ökologische Funktionen. Offene Regenrückhaltebecken nehmen das vom Flughafen eingeleitete Niederschlagswasser auf. Rund 3000 Bäume und Sträucher wurden gepflanzt. Rad- und Fußwege wurden in der Grünzone neu angelegt.